# Даяна Сребровіч
Даяна Сребровіч (англ. Diana Srebrovic; нар. 22 липня 1984) — колишня канадська тенісистка. Найвищу одиночну позицію світового рейтингу — 270 місце досягла 3 листопада 2003, парну — 307 місце — 21 липня 2003 року. Здобула 1 парний титул туру ITF. Завершила кар'єру 2004 року.

## Фінали ITF
| турніри $25,000 |
| турніри $10,000 |

### Одиночний розряд (1–2)
| Результат | W–L | Дата         | Турнір               | Рівень | Покриття | Суперниця    | Рахунок       |
| --------- | --- | ------------ | -------------------- | ------ | -------- | ------------ | ------------- |
| Поразка   | 0–1 | липень 2001  | ITF Лашін, Канада    | 10,000 | Тверде   | Терін Ешлі   | 6–2, 4–6, 0–6 |
| Поразка   | 0–2 | серпень 2002 | ITF Монреаль, Канада | 10,000 | Тверде   | Мелані Маруа | 0–6, 3–6      |

### Парний розряд (1–2)
| Результат | W–L | Дата         | Турнір                | Рівень | Покриття | Партнерка         | Суперниці                        | Рахунок          |
| --------- | --- | ------------ | --------------------- | ------ | -------- | ----------------- | -------------------------------- | ---------------- |
| Поразка   | 0–1 | Тра 2001     | Мідлотіан, США        | 25,000 | Ґрунт    | Морін Дрейк       | Дженніфер Расселл Абігейл Спірс  | 6–7(2), 6–1, 2–6 |
| Поразка   | 0–2 | Чер 2002     | ITF Торонто, Канада   | 10,000 | Тверде   | Александра Возняк | Лорен Чанґ Крістіна Горіатопулос | 3–6, 1–6         |
| Перемога  | 1–2 | червень 2003 | ITF Гамільтон, Канада | 25,000 | Ґрунт    | Алісса Коен       | Марія Фернанда Алвеш Анета Сукап | 6–1, 3–6, 6–3    |